# 亚内·塞德奎斯特
亚内·塞德奎斯特（瑞典語：Jane Cederqvist，1945年7月1日—2023年1月15日），瑞典女子游泳运动员。她曾代表瑞典参加1960年夏季奥林匹克运动会游泳比赛，获得女子400米自由泳银牌。